# Jean Parmentier
Pour les articles homonymes, voir Jean Parmentier (homonymie) et Parmentier.
 (septembre 2019).
Si vous disposez d'ouvrages ou d'articles de référence ou si vous connaissez des sites web de qualité traitant du thème abordé ici, merci de compléter l'article en donnant les références utiles à sa vérifiabilité et en les liant à la section « Notes et références ».
Jean Victor Guislain Parmentier (6 novembre 1883 dans le 1er arrondissement de Paris - 22 juin 1936 à Leysin, Suisse) est un fonctionnaire, militaire et diplomate français. 

## Biographie
Premier prix de philosophie au concours général de 1901, doublement licencié es lettres et droit, Jean Parmentier est reçu au concours de l'inspection des finances en 1908, 4e sur 7, à l'âge de 24 ans. En 1907 et 1908, il remonte le Nil Bleu avec son frère Léon et Hubert Latham. 
En 1912, Lyautey l'appelle auprès de lui au Maroc, en qualité de directeur général adjoint des finances du protectorat : il fut alors reconnu comme un des meilleurs et des plus chers lieutenants du maréchal. 
Il est de retour en France le 25 juillet 1914, huit jours avant la mobilisation. Comme son frère aîné Léon, il rejoint le 301e régiment d'infanterie, en qualité également de lieutenant. Le régiment quitta Dreux, le 10 août 1914. 
Comme son frère Léon, il fit la campagne de mouvement autour de Verdun, et fut blessé le 7 septembre 1914 à La Vaux-Marie (bataille de la Marne). Il maintint sa section au feu et soutint le combat une journée entière avant d'être grièvement blessé deux fois, par une balle dans le nez, et des éclats d'obus dans la cuisse. Ce ne fut qu'à grand-peine qu'il put éviter d'être fait prisonnier. Ses blessures lui valurent la croix de guerre et une citation à l'ordre de l'armée. 
Il partit en convalescence à Vichy, d'où, sitôt rétabli, il fut affecté, en qualité d'inspecteur des Finances, à l'administration de l'Alsace reconquise. C'est ainsi qu'il fut maire de Thann.
Le 15 janvier 1915, il fut décoré de la Légion d'honneur par Poincaré, Président de la République, à Massaux (Haute-Alsace). Le 26 août 1915, Jean Parmentier retourna au Maroc pour établir le budget de la colonie. Il revint ensuite à Thann du 4 novembre 1915 au 15 juillet 1916. Il fut alors demandé par Charles de Saint-Aulaire, ambassadeur de France à Bucarest, pour faire avec la Roumanie d'importants marchés de blé. 
Pour rejoindre Bucarest, il dut passer par Londres, Christiana, Stockholm, la Finlande, Petrograd, Kiev, Iaşi. Le voyage avait été long, et il arriva trop tard pour effectuer sa mission. L'ennemi progressant, il servit d'agent de liaison entre l'ambassadeur de Saint-Aulaire et le général Berthelot, chef de la mission militaire française en Roumanie, et évita de justesse d'être fait prisonnier à Constanţa. 
À Bucarest, il assista avec le comte de Saint-Aulaire aux obsèques du petit prince Mirka. Seuls les Français étaient auprès de la famille royale, les représentants des autres puissances ayant déjà fui à Iași. 
Enfin Jean Parmentier servit d'officier d'ordonnance de l'amiral Fournier, chargé d'un message du roi de Roumanie au tsar Nicolas II. Ils partirent pour Mohilew, grand quartier général du tsar. Jean Parmentier assista à la table de l'empereur à de très intéressantes conversations prouvant qu'en novembre 1916 le tsar se sentait trahi. Il dîna à Petrograd (aujourd'hui Saint-Pétersbourg) avec les Grands ducs, la veille de l'assassinat de Raspoutine. 
Il fut de retour à Paris le 6 janvier 1917. Il ne put repartir à Petrograd, le ministre des Finances, Joseph Thierry, l'ayant pris comme chef-adjoint de son cabinet, poste qu'il occupa jusqu'au départ du ministre en septembre 1917. Nommé alors membre de la Commission des changes et de son conseil exécutif jusqu'en janvier 1918, il partit à Londres en qualité de délégué du ministre de la Guerre à la Commission internationale du ravitaillement de la guerre. Il s'y trouvait encore en mai 1918. De 21 à 23, directeur du mouvement général des Fonds, il est le conseiller financier le plus averti du gouvernement Poincaré.

## Diplomate
Il est aussi l'homme des missions diplomatiques délicates : il avait déjà fait un voyage aux États-Unis en 1920, où on le voit baptiser une promotion de West Point en compagnie du Président Hoover et du général MacArthur. Poincaré le renvoie à Washington en 1922 sonder le gouvernement américain au sujet de la dette de guerre française envers les États-Unis : il a de longues discussions avec le secrétaire au trésor Andrew W. Mellon, est reçu à la Maison-Blanche par le Président Harding, comme en témoignent les journaux de l'époque. 
Démissionnaire de l'administration fin 1923, il fut administrateur de nombreuses sociétés, mais aussi le négociateur français dans la commission des réparations de guerre, membre du comité Dawes (1924), au titre duquel il participa à la conférence de Londres. Lorsque Dawes, alors vice-président des États-Unis, reçut le Prix Nobel de la paix en 1926, il envoya un télégramme à Oslo demandant qu'y soient associés les membres du comité, citant nommément Jean Parmentier. Il fut ensuite membre du comité Young (1929), et expert du gouvernement aux deux conférences de la Haye en 1929 et 1930. Il fut élevé à 47 ans à la dignité de Grand-officier de la Légion d'honneur. Il mourut prématurément à Leysin, où il tachait vainement de soigner une tuberculose, fléau que l'on ne savait pas guérir à cette époque. Un buste en bronze a été sculpté en 1916 par Gustave Pimienta, alors qu'il était à Thann.

## Distinctions
- Grand officier de la Légion d'honneur
- Croix de guerre 1914-1918

## Citation à l'ordre de l'armée
« Lieutenant Parmentier, gravement blessé en entraînant sa section au feu, chargé ensuite de fonctions administratives dans les territoires occupés par nos troupes, a su par l'activité et le dévouement inlassables avec lesquels il s'est occupé des intérêts matériels et moraux de la région, achever de faire revivre le sentiment d'attachement à la France des populations d'Alsace. »